# سئوتسا (آندریژویکا)
سئوتسا (به لاتین: Seoca) یک منطقهٔ مسکونی در مونته‌نگرو است که در شهرداری آندریژویکا واقع شده‌است. سئوتسا ۱۰۴ نفر جمعیت دارد.